# Владимирцы
Владимирцы (укр. Володимирці) — село в Журавновской поселковой общине Стрыйского района Львовской области Украины.
Население по переписи 2001 года составляло 973 человека. Занимает площадь 1,39 км². Почтовый индекс — 81784. Телефонный код — 3239.